# جيمس غالواي (مجدف)
جيمس غالواي (بالإنجليزية: James Galloway) هو مجدف أسترالي، ولد في 11 أبريل 1964 في كانبرا في أستراليا.

## وصلات خارجية
- جيمس غالواي على موقع الاتحاد الدولي للتجديف (الإنجليزية)
- جيمس غالواي على موقع أوليمبيديا (الإنجليزية)
- جيمس غالواي على موقع اللجنة الأولمبية الأسترالية (الإنجليزية)